# Smbat VIII Bagratouni
Smbat VIII Bagratouni (en arménien Սմբատ Ը Բագրատունի), Smbat Ablabas (Սմբատ Աբլաբաս) ou Smbat Khostovanogh (Սմբատ Խոստովանող, « Smbat le Confesseur » ; mort en 862) est un prince arménien de la famille des Bagratides, sparapet d'Arménie de 826 à 856.

## Biographie
Smbat est le fils cadet d'Achot IV, prince des princes d'Arménie.
À la mort de son père, en 826, il partage les biens de son père avec son frère Bagrat II Bagratouni. Bagrat reçoit le Taron, le Khoïth et le Sassoun, c'est-à-dire la haute vallée de l'Euphrate, et Smbat l'Araxe et le titre de sparapet (« généralissime »). Les  Arméniens supportent mal la domination arabe, mais Smbat parvient à faire révoquer le gouverneur arabe en 840, et toute l'Arménie se révolte de 842 à 847. Bagrat est capturé en 851 et envoyé à la cour abbasside où il est obligé de se convertir à l'islam. Il y finit ses jours en captivité.
Loin d'intimider les Arméniens, la traîtrise de l'émir Yousouf, qui a capturé par ruse Bagrat, renforce leur détermination à ne pas subir le joug arabe. Ils se révoltent à nouveau et tuent l'émir. Le calife envoie alors le mercenaire turc Bougha contre les révoltés. Ce dernier ravage l'Arménie de 852 à 855, massacre les Arçrouni du Vaspourakan et fait prisonniers les fils de Bagrat, qu'il envoie chargés de fers à Bagdad. Dans l'espoir d'obtenir la clémence de Bougha, Smbat essaie de s'allier à lui, mais celui-ci l'envoie avec plusieurs autres chefs arméniens sous bonne garde à la cour abbasside. Le calife Ja`far al-Mutawakkil ordonne aux chefs arméniens de se convertir à l'islam. Beaucoup acceptent, espérant une libération qui ne vient pas, certains, dont Smbat, refusent et sont martyrisés.

## Union et postérité
D'une certaine Hripsime, il a :
- Achot V (° 820 † 890), sparapet puis prince des princes d'Arménie, puis roi d'Arménie sous le nom d'Achot Ier Medz ;
- Smbat ;
- Chapouh, corégent de Mokk ;
- Mouchel, prince de Mokk en 855 ;
- Abas, sparapet ;
- une fille, mariée à Bagrat Ier Bagratouni, duc de Tao inférieur (en Géorgie) ;
- une fille mariée à Gouaram V, prince de Djavakheti mort en 881.